# Blaascollaps
Een blaascollaps is het flauwvallen ('collaps') dat kan optreden wanneer de patiënt een grote hoeveelheid urine ineens verliest. Daardoor valt plotseling de druk in de blaas weg, waardoor ook de bloeddruk in de bloedvaten vermindert. Doordat de bloeddruk in de hersenen daardoor ook daalt, kan dat betekenen dat de patiënt licht in het hoofd wordt of zelfs voor korte tijd kan flauwvallen.
Een blaascollaps komt voor bij het inbrengen van een blaaskatheter bij urineretentie, maar het kan ook voorkomen bij een urologisch onderzoek, waarbij men de blaas na het onderzoek te snel weer laat leeglopen. Ofschoon doorgaans wordt geadviseerd om een overvolle blaas (inhoud meer dan een liter) geleidelijk leeg te laten lopen, blijkt de noodzaak hiervoor niet uit wetenschappelijk onderzoek. Wel wordt geadviseerd om bij ouderen en mensen met een lage bloeddruk voorzichtig te zijn.